# Gundula Janowitz
Gundula Janowitz (Berlín, Alemanya, 2 d'agost de 1937) va ser una de les sopranos líriques més grans de la història moderna, coneguda pel seu magnífic timbre pur i el seu control vocal en les notes més agudes de la seva tessitura.
Va estudiar al conservatori de Graz i, el 1960 va debutar a Viena. La popularitat li va arribar aviat. Va ser admirada especialment pel director Herbert von Karajan, que sovint va comptar amb ella per a les seves produccions.
Soprano de repertori especialment de llengua alemanya, sobretot d'obres de Mozart, Wagner, Weber, Beethoven, Richard Strauss, i Bach. Va interpretar el rol d'Elisabetta a Don Carlo i la Comtessa en Les noces de Fígaro amb brillantor, malgrat la seva pronunciació decididament no italiana. Un extracte d'aquests excepcionals trets estilístics apareix a la pel·lícula Cadena perpètua.